# INSAT-1C
O INSAT-1C foi um satélite de comunicação e meteorológico geoestacionário indiano da série INSAT que foi construído pela Ford Aerospace. Ele esteve localizado na posição orbital de 93,5 graus de longitude leste e era operado pela Organização Indiana de Pesquisa Espacial (ISRO). O satélite foi baseado na plataforma Insat-1 Bus e sua vida útil estimada é de 7 anos. O mesmo saiu de serviço em 22 de novembro de 1989 após sair de controlo.

## História
O INSAT-1C foi o terceiro satélite da primeira série INSAT (geração de satélites denominado de INSAT-1), o mesmo foi desenvolvido pelo United States para satisfazer a exigência de comunicação interno da Índia. As agências governamentais que usaram os seus serviços foram a All India Radio, Doordarshan, departamento de espaço e Departamento Meteorológico Indiano.
Ele foi projetado para fornecer telecomunicações combinadas, transmissão de TV direta e serviço meteorológico para a comunidade civil da Índia ao longo de 7 anos de vida útil em órbita. O pacote de telecomunicações prestados em dois sentidos, circuitos telefônicos de longa distância, rádio e televisão às áreas mais remotas da Índia.
O pacote de meteorologia era composto de uma varredura em alta resolução, dois canais radiômetro (VHRR) para fornecer estrutura completa, cobertura de terra completa a cada 30 minutos. O canal visual (0,55-0,75 micrômetro) tinha uma resolução de 2,75 km, enquanto o canal IR (10,5-12,5 micrômetros) tinha uma resolução de 11 km. Usando o recurso da INSAT TV, foram feitos os primeiros avisos de desastres iminentes (inundações, tempestades, etc) que podiam atingir diretamente a população civil, mesmo em áreas remotas. O INSAT-1C também tinha um canal de dados para às transmissões meteorológicas, hidrológicos e de dados oceanográficos de coleta autônoma de dados baseados em terra ou em base de oceano e plataformas de transmissão.

## Lançamento
O satélite foi lançado com sucesso ao espaço no dia 21 de julho de 1988, por meio de um veículo Ariane 3, a partir do Centro Espacial de Kourou, na Guiana Francesa, juntamente com o satélite Eutelsat I F5. Ele tinha uma massa de lançamento de 1,190 kg.

## Fracasso da missão
A missão do INSAT-1C foi um fracasso e durou apenas cerca de 1,3 anos, porque metade dos 12 transponders de banda C e seus dois transponders de banda S foram perdidos quando ocorreu uma falha no sistema de energia, mas as imagens meteorológicas da Terra e os seus sistemas de coleta de dados ficaram totalmente operacionais. O satélite foi perdido em 22 de novembro de 1989 e o mesmo foi abandonado.

## Capacidade e cobertura
O INSAT-1C era equipado com 12 transponders em banda C e 2 (mais um de reserva) em banda S para fornecer serviços de telecomunicação para o Subcontinente Indiano.